# حلبوب بيضوي
الحَلبُوب البيضوي نوع نباتي ينتمي إلى جنس الحَلبُوب من الفصيلة اللبنية.

## الموئل والانتشار
ينتشر في بلاد الشام وتركيا والقوقاز وشرق أوروبا.